# Honigfresser
Die Honigfresser (Meliphagidae) bilden eine artenreiche Familie in der Ordnung der Sperlingsvögel (Passeriformes). Je nach Autor umfasst die Familie 172 bis 182 Arten in 42 Gattungen. Charakteristisch bei den meisten Arten dieser Singvogelfamilie ist der lange nach vorne gebogene Schnabel, der hervorragend zur Nahrungsaufnahme von Pollen und Honig dient.

## Merkmale
Die Körpergröße und Schnabelform der verschiedenen Arten der Honigfresser können sehr unterschiedlich sein. Auch die Gefiederfarbe hat ein breites Spektrum. Sie verfügen über eine lange Zunge, die an ihre Ernährungsweise angepasst ist. Die Zunge kann weit hervorgestreckt werden und ist an der Spitze gespalten und mit zahlreichen Fransen bestückt. Ähnlich einem Pinsel wird damit der Nektar aufgefangen. Die Aufnahme des Nektars wird durch die an der Zungenbasis eingerollte Zunge erleichtert. 
Die Gesänge werden meist zur Revierabgrenzung eingesetzt und können sehr eindrucksvoll sein, wie bei den Honigschmeckern (Melithreptus). Der Tui, wegen seiner weißen Federn am Hals auch Priestervogel genannt, hat die Fähigkeit, nicht nur Gesänge verschiedener Arten von Singvögeln nachzuahmen, er kann auch Stimmen anderer Tiere imitieren.

## Ernährung
Sie ernähren sich wie die Nektarvögel von Pollen und Nektar und übernehmen dabei bei manchen Pflanzen die Rolle des Pollenüberträgers. Auch Insekten, Beeren und Früchte stehen auf dem Speiseplan. 

## Fortpflanzung
Die Nester mit ein bis zwei Eiern sind meist napfförmig, die nach oben offen oder geschlossen sind und einen seitlichen Eingang besitzen. Sie werden auf Bäume und Sträucher angelegt. Für den Nestbau verwenden sie Gras, Rinde, Pflanzenfasern oder auch Moos, Farne, Blätter und Zweige.

## Verbreitung
Honigfresser sind in Australien, Neuguinea, einigen der Kleinen Sundainseln, Neuseeland und auf vielen Inseln im Südpazifik in vielen unterschiedlichen Lebensräumen verbreitet und bewohnen meist Bäume.

## Bestand und Gefährdung
Der Chatham-Glockenhonigfresser (Anthornis melanocephala), der zeitweise als Unterart des Maori-Glockenhonigfressers (Anthornis melanura) betrachtet wurde, wurde zuletzt 1906 gesichtet. Mehrere von BirdLife International als gefährdet gelistete Arten haben ein sehr kleines Verbreitungsgebiet und sind durch Lebensraumverlust bedroht. Hierzu zählen der Malleeschwatzvogel, der Warzenhonigfresser, der Maohonigfresser, der Rotgesichthonigfresser und der Morotailederkopf. Vom australischen Büschelohrhonigfresser (Lichenostomus melanops cassidix), einer Unterart des Gelbstirnhonigfressers (Lichenostomus melanops), zählte man im Jahre 2000 weniger als 100 Individuen, darunter 37 Brutpaare.

## Änderungen in der Systematik
In den letzten Jahren hat es mehrere taxonomische Änderungen innerhalb der Familie der Honigfresser gegeben. Ursprünglich zählte der neuseeländische Stichvogel oder Hihi (Notiomystis cincta) zu dieser Familie. Genetische Analysen ergaben jedoch eine nähere Verwandtschaft zu den Lappenvögeln, so dass er 2007 in die eigenständige Familie Notiomystidae gestellt wurde. Für fünf ausgestorbene Taxa – den Schmalfedermoho (Chaetoptila angustipluma) und alle vier Arten der Krausschwänze (Moho) – wurde 2008 die neue Familie Mohoidae geschaffen, da diese Vögel nicht, wie irrtümlich angenommen, von australischen Honigfressern abstammen, sondern von neuweltlichen Verwandten der Seidenschwänze, die vor über 17 Millionen Jahren die Hawaii-Inseln erreichten. Zwei Brillenvogelarten – der Goldbrillenvogel (Cleptornis marchei) und der Bonin-Brillenvogel (Apalopteron familiare) – wurden früher ebenfalls als Vertreter der Honigfresser angesehen. Der Lappenhonigfresser (Macgregoria pulchra) wurde ursprünglich als Paradiesvogel betrachtet. Aufgrund von Molekularuntersuchungen, die auf Ähnlichkeiten mit den Honigfressern der Gattung Melipotes schließen lassen, wurde er im Jahre 2000 in die Familie der Honigfresser transferiert. Die afrikanischen Proteavögel (Promeropidae), die wahlweise als Unterfamilie der Nektarvögel oder der Honigfresser galten, werden seit 2005 als eigenständige Familie betrachtet. Auch die taxonomische Stellung der Trugschmätzer war lange Zeit unklar. Sie wurden wahlweise als Vertreter der Drosseln oder als eigene Familie Ephthianuridae klassifiziert. Nach derzeitiger Forschermeinung gehören die beiden Gattungen der Trugschmätzer nun zu den Honigfressern.

## Gattungen und Arten
- Acanthagenys

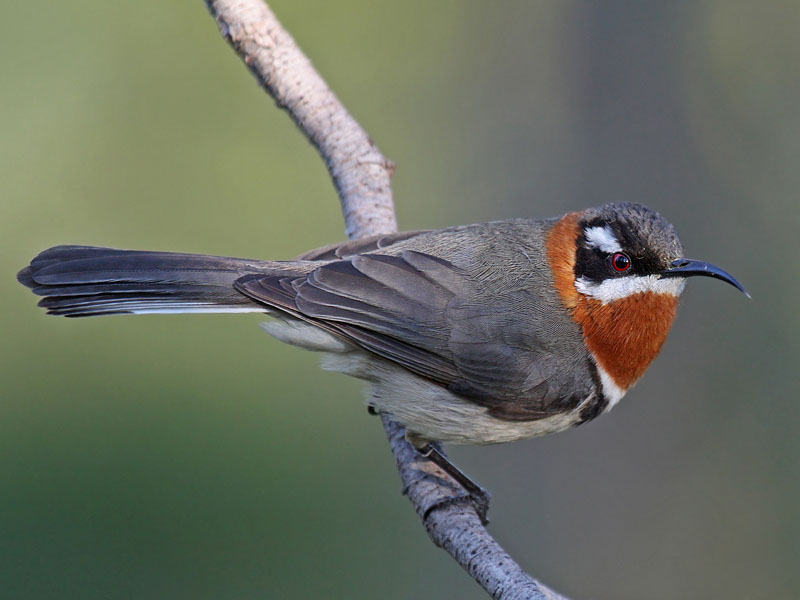
Buntkopf-Honigfresser (Acanthorhynchus superciliosus)

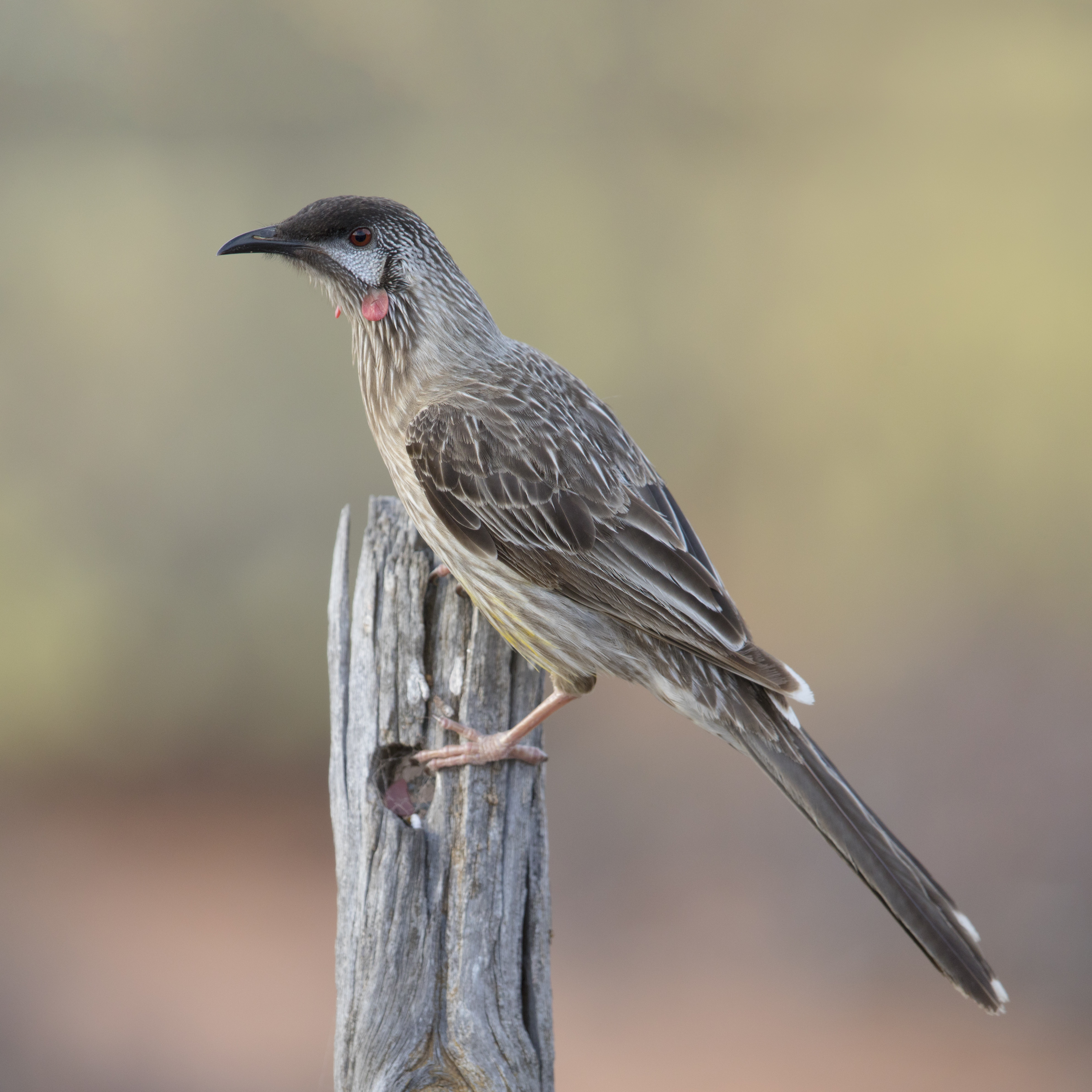
Rotlappen-Honigfresser (Anthochaera carunculata)

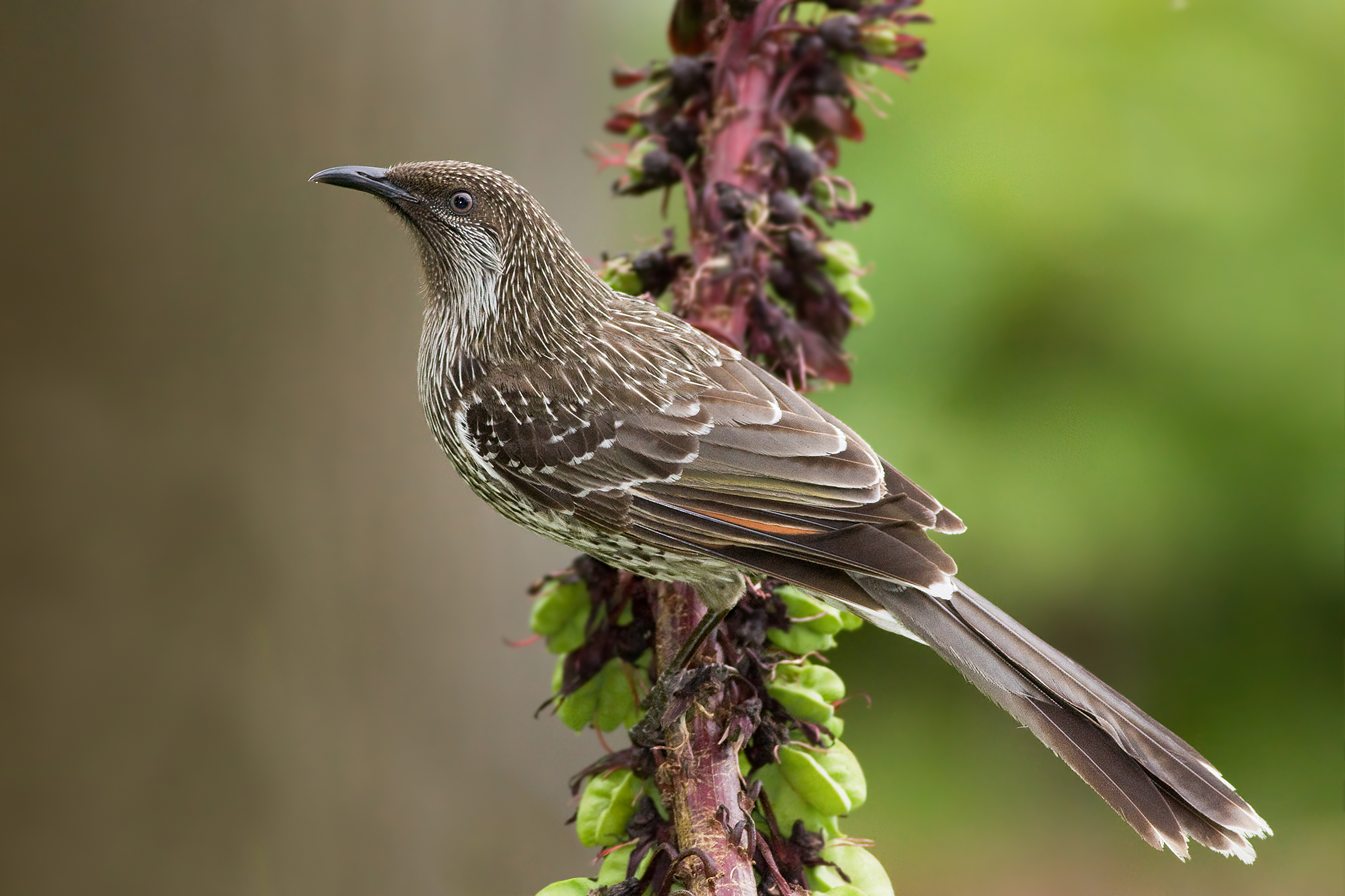
Zimtflügel-Honigfresser (Anthochaera chrysoptera)

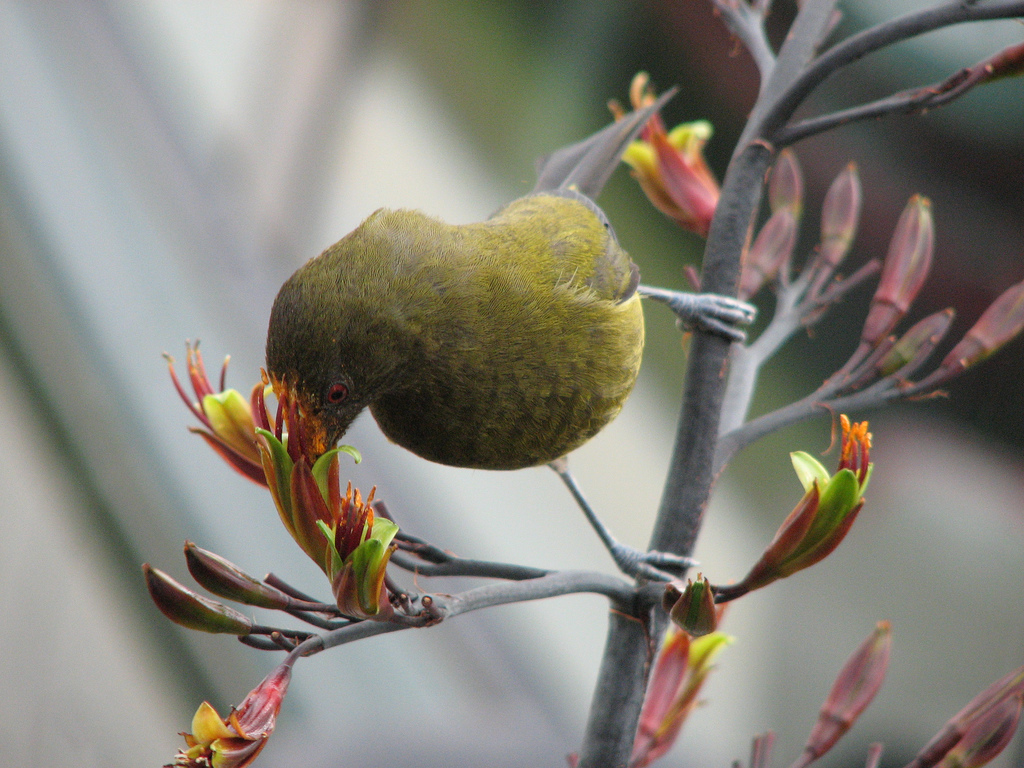
Maori-Glockenhonigfresser (Anthornis melanura)

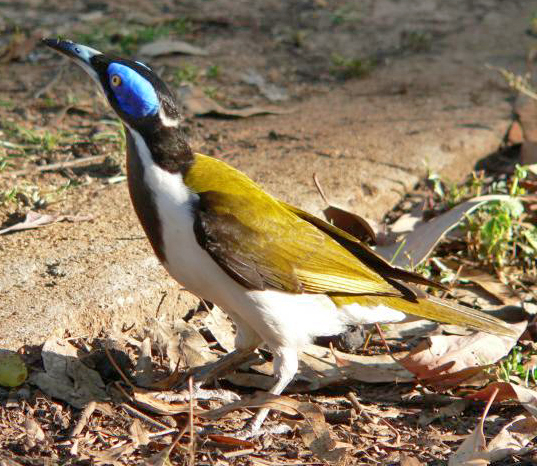
Blauohr-Honigfresser (Entomyzon cyanotis)

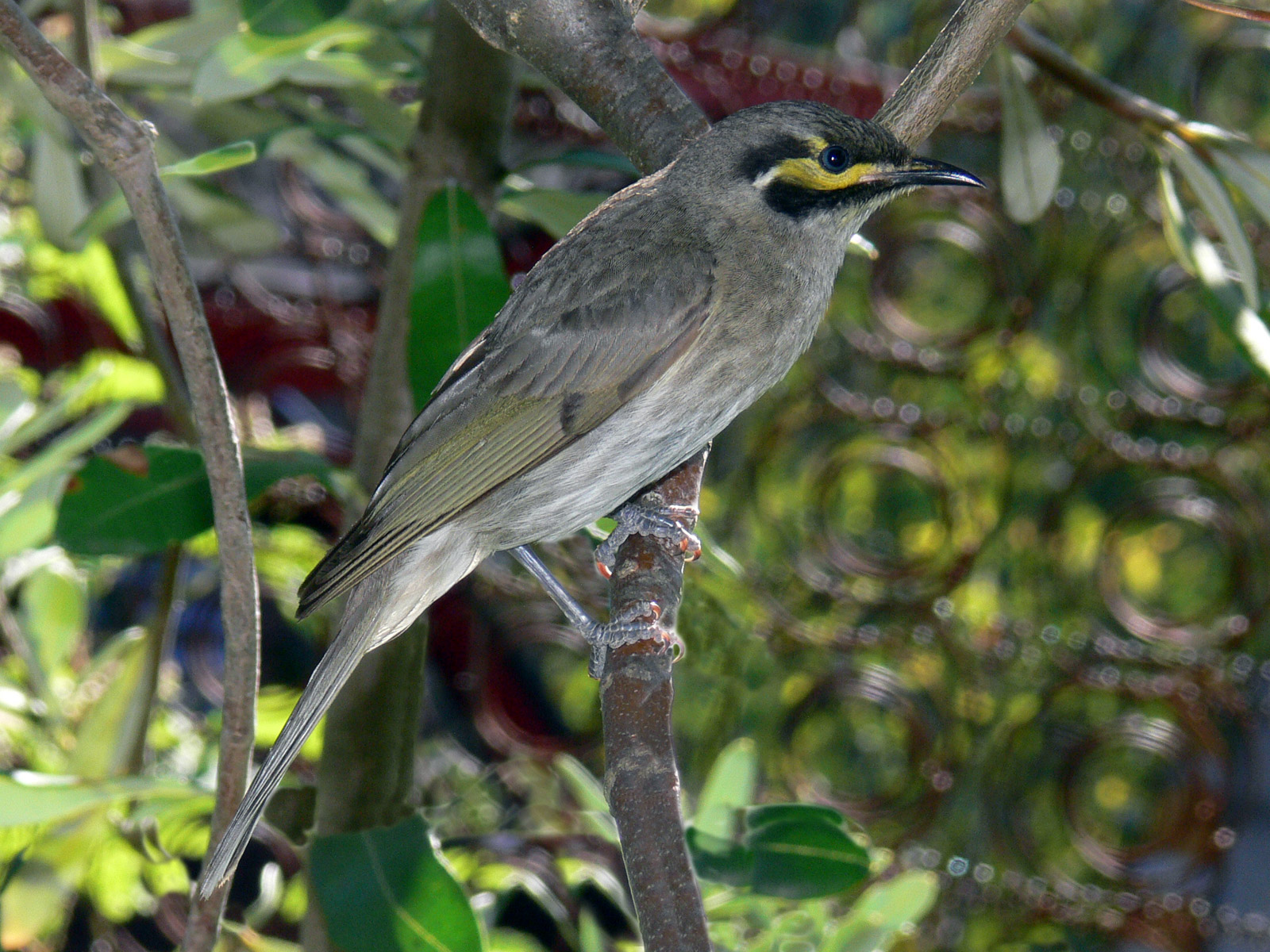
Dreistreifen-Honigfresser (Lichenostomus chrysops)

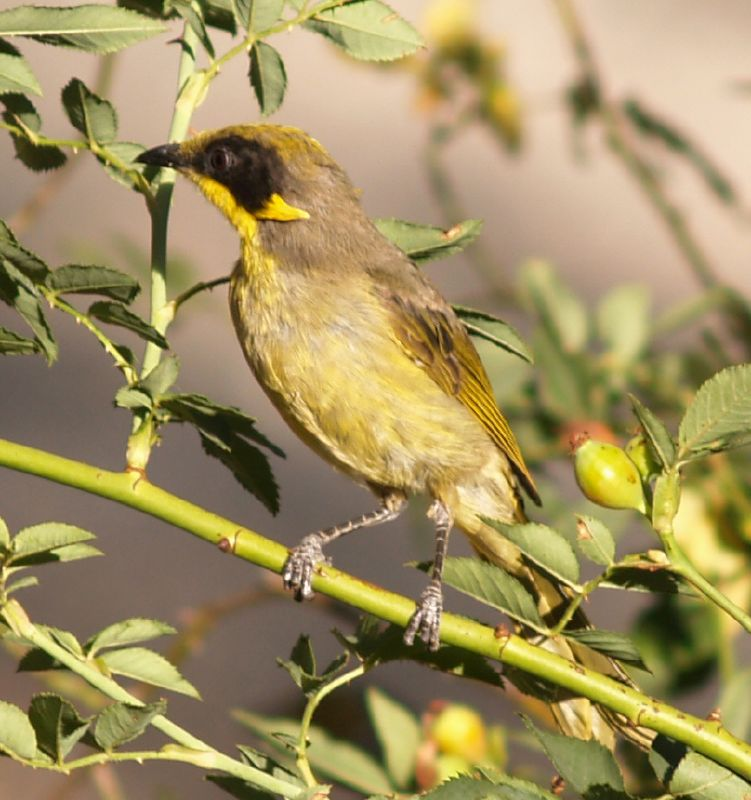
Purpurzügel-Honigfresser (Lichenostomus cratitius)

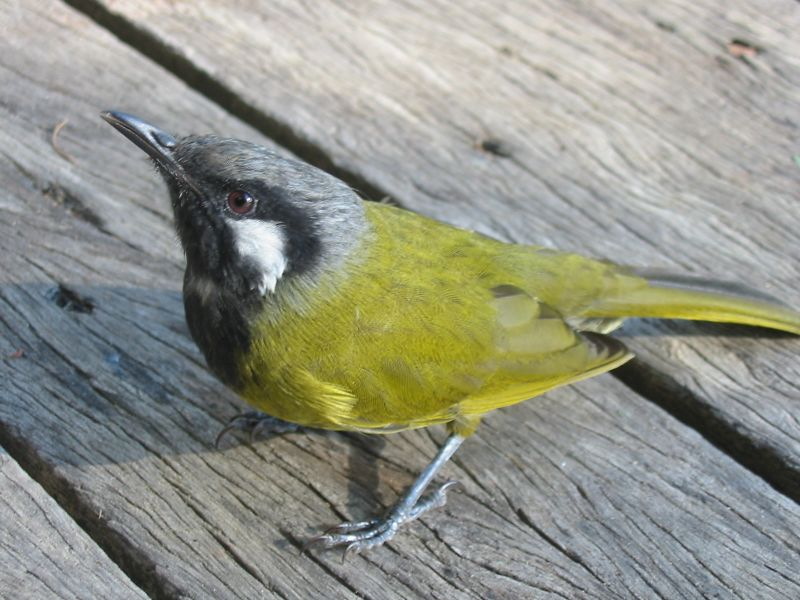
Schwarzkehl-Honigfresser (Lichenostomus leucotis)

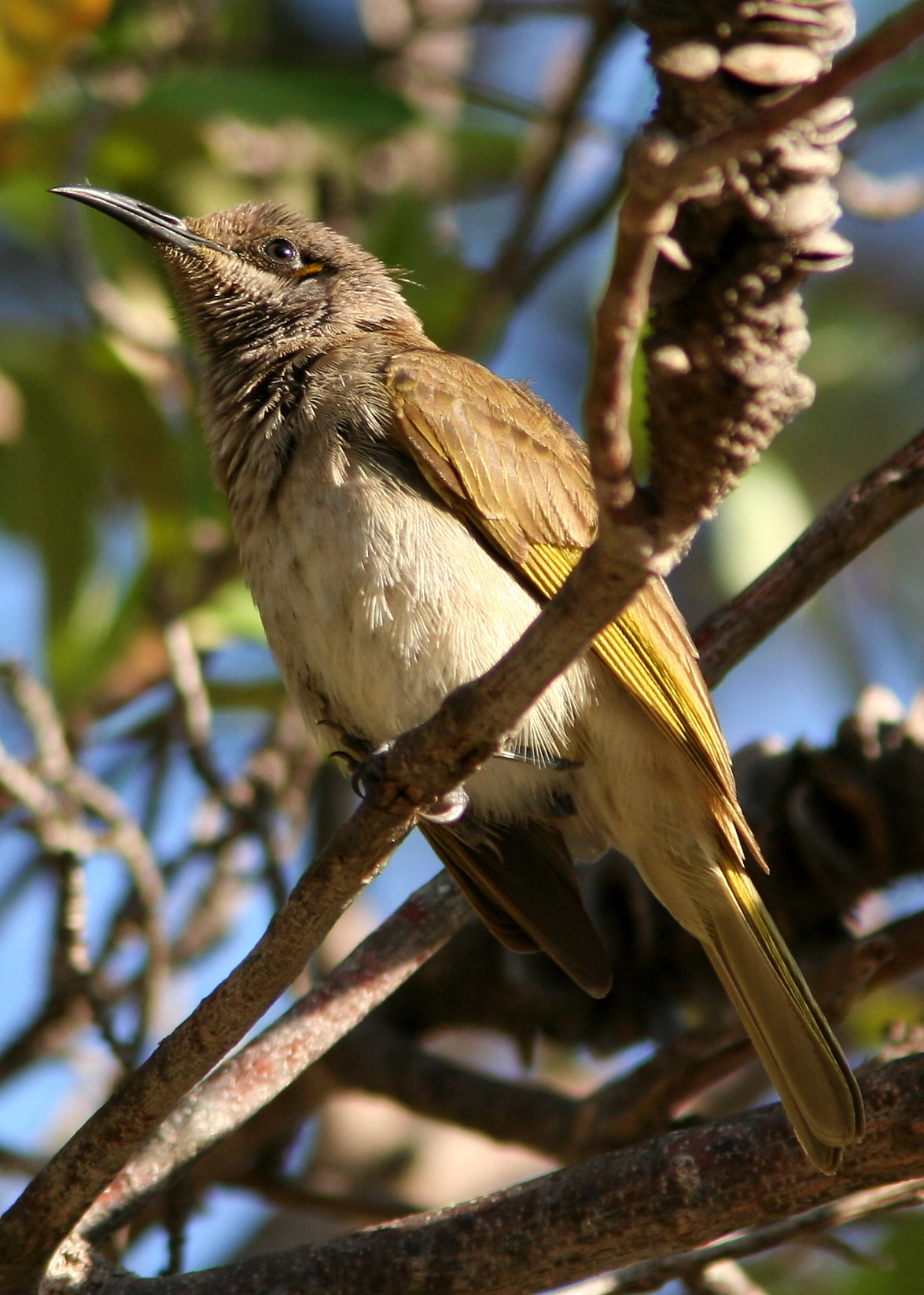
Braunhonigfresser (Lichmera indistincta)

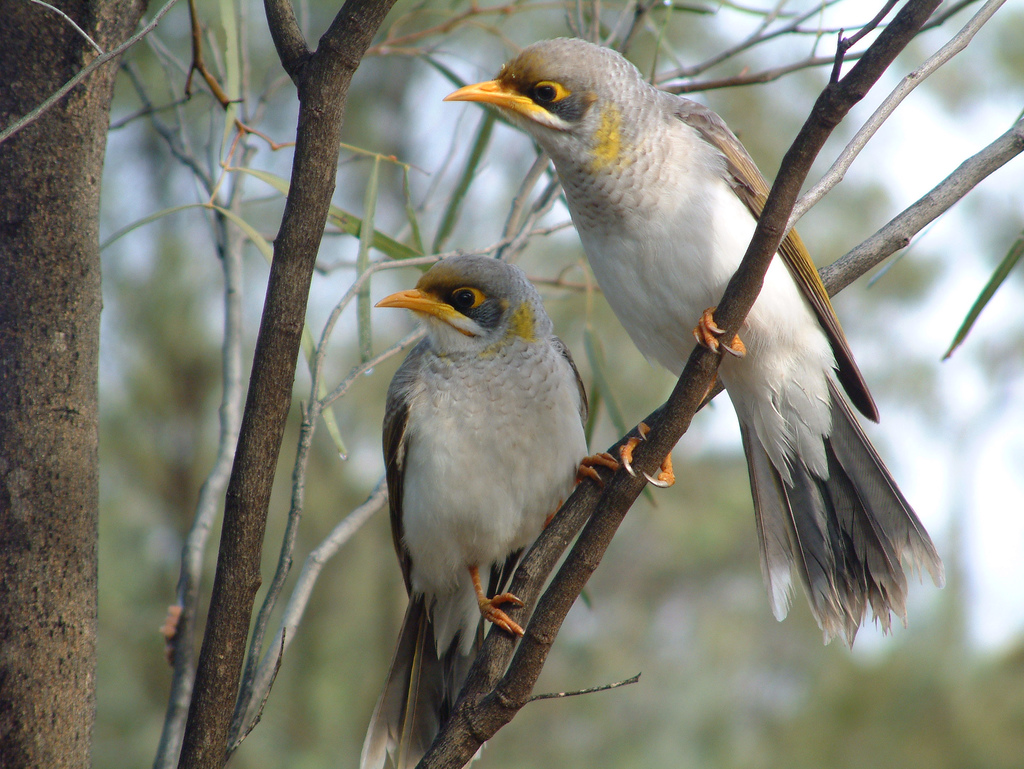
Gelbstirn-Schwatzvogel (Manorina flavigula)

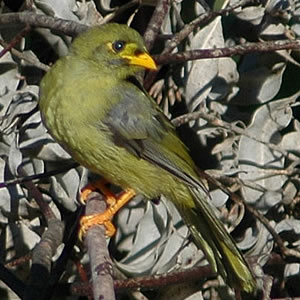
Glocken-Schwatzvogel (Manorina melanophrys)

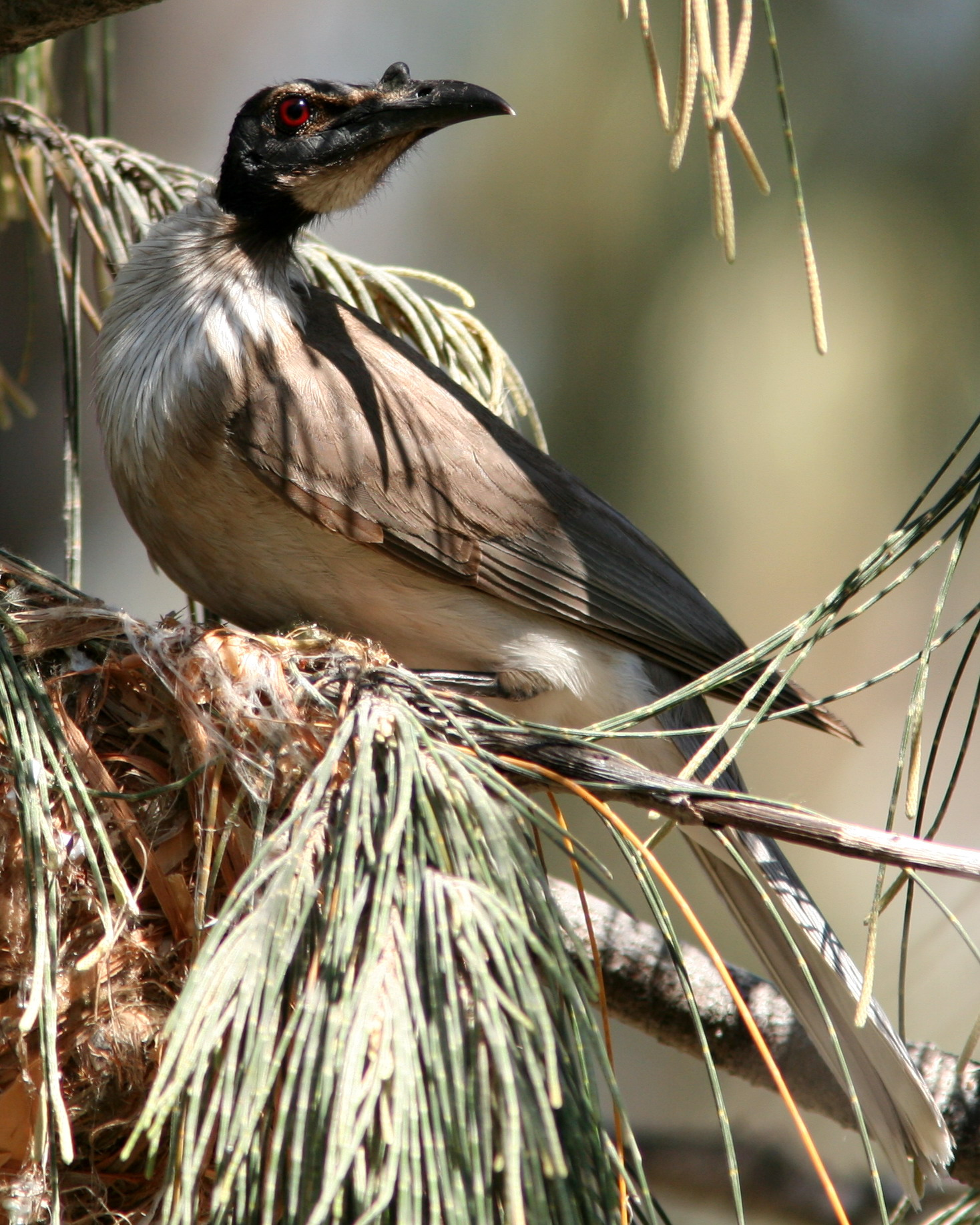
Lärmlederkopf (Philemon corniculatus)

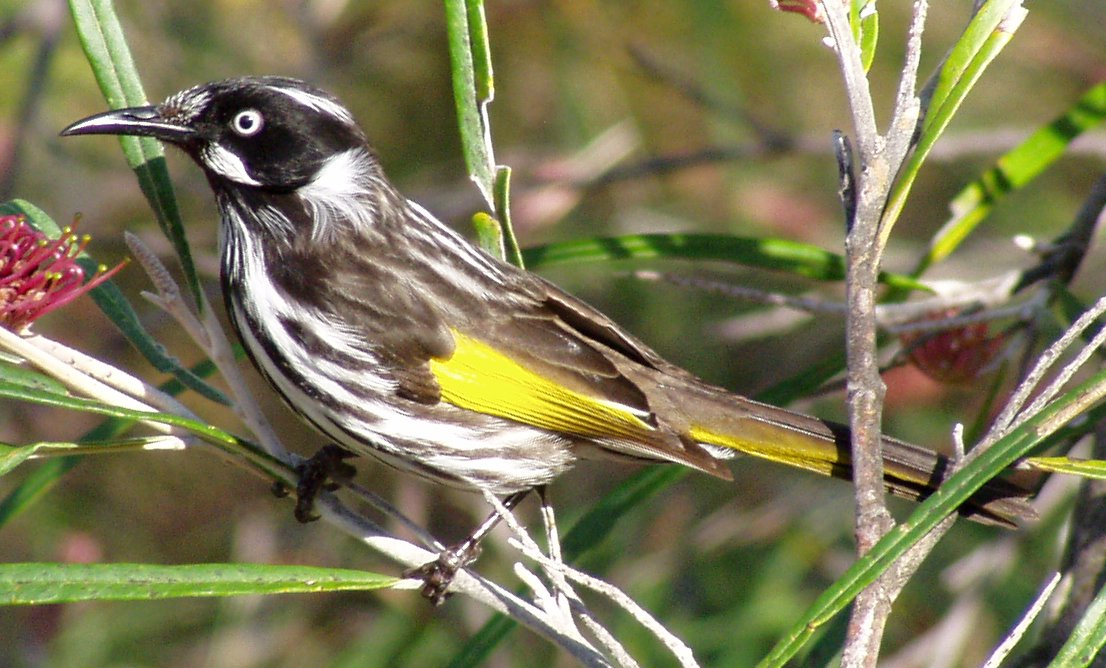
Weißaugen-Honigfresser (Phylidonyris novaehollandiae)

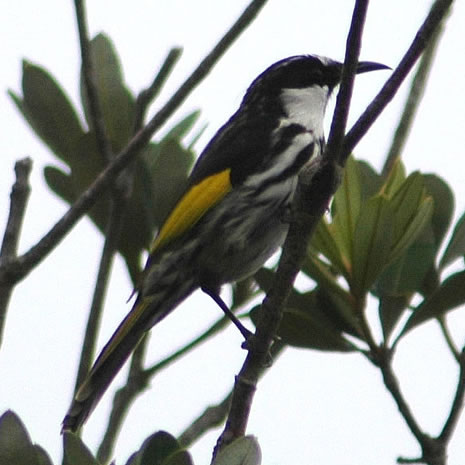
Weißohr-Honigfresser (Phylidonyris nigra)

  - Braunkehl-Honigfresser (Acanthagenys rufogularis)
- Acanthorhynchus
  - Buntkopf-Honigfresser (Acanthorhynchus superciliosus)
  - Rotnacken-Honigfresser (Acanthorhynchus tenuirostris)
- Anthochaera
  - Zwerghonigfresser (Anthochaera lunulata)
  - Gelblappen-Honigfresser (Anthochaera paradoxa)
  - Rotlappen-Honigfresser (Anthochaera carunculata)
  - Zimtflügel-Honigfresser (Anthochaera chrysoptera)
- Anthornis
  - Maori-Glockenhonigfresser (Anthornis melanura)
  - † Chatham-Glockenhonigfresser (Anthornis melanocephala)
- Ashbyia
  - Wüsten-Trugschmätzer (Ashbyia lovensis)
- Certhionyx
  - Brustband-Honigfresser (Certhionyx pectoralis)
  - Elsterhonigfresser (Certhionyx variegatus)
  - Trauerhonigfresser (Certhionyx niger)
- Conopophila
  - Grauhonigfresser (Conopophila whitei)
  - Rostband-Honigfresser (Conopophila albogularis)
  - Rostkehl-Honigfresser (Conopophila rufogularis)
- Entomyzon
  - Blauohr-Honigfresser (Entomyzon cyanotis)
- Epthianura
  - Goldstirn-Trugschmätzer (Epthianura aurifrons)
  - Kurzschwanz-Trugschmätzer (Epthianura albifrons)
  - Safrantrugschmätzer (Epthianura crocea)
  - Scharlachtrugschmätzer (Epthianura tricolor)
- Foulehaio
  - Schuppenkopf-Honigfresser (Foulehaio carunculatus)
- Glycifohia
  - Sperberhonigfresser (Glycifohia undulata)
  - Weißbauch-Honigfresser (Glycifohia notabilis)
- Glyciphila
  - Goldscheitel-Honigfresser (Glyciphila melanops)
- Grantiella
  - Grant-Honigfresser (Grantiella picta)
- Guadalcanaria
  - Guadalcanalhonigfresser (Guadalcanaria inexpectata)
- Gymnomyza
  - Rotgesicht-Honigfresser (Gymnomyza aubryana)
  - Olivhonigfresser (Gymnomyza brunneirostris)
  - Maohonigfresser (Gymnomyza samoensis)
  - Grünhonigfresser (Gymnomyza viridis)
- Lichenostomus
  - Buntschnabel-Honigfresser (Lichenostomus frenatus)
  - Dreistreifen-Honigfresser (Lichenostomus chrysops)
  - Eungellahonigfresser (Lichenostomus hindwoodi)
  - Gelbkehl-Honigfresser (Lichenostomus flavicollis)
  - Gelbscheitel-Honigfresser (Lichenostomus ornatus)
  - Gelbstirnhonigfresser (Lichenostomus melanops)
    - Büschelohrhonigfresser (Lichenostomus melanops cassidix)

  - Gilbhonigfresser (Lichenostomus flavescens)
  - Goldstreif-Honigfresser (Lichenostomus subfrenatus)
  - Grauscheitel-Honigfresser (Lichenostomus keartlandi)
  - Grünscheitel-Honigfresser (Lichenostomus plumulus)
  - Laubhonigfresser (Lichenostomus obscurus)
  - Mangrovehonigfresser (Lichenostomus fasciogularis)
  - Olivkehl-Honigfresser (Lichenostomus fuscus)
  - Pfeifhonigfresser (Lichenostomus virescens)
  - Pirolhonigfresser (Lichenostomus versicolor)
  - Purpurzügel-Honigfresser (Lichenostomus cratitius)
  - Schwarzkehl-Honigfresser (Lichenostomus leucotis)
  - Temminck-Honigfresser (Lichenostomus reticulatus)
  - Weißbürzel-Honigfresser (Lichenostomus penicillatus)
  - Wulsthonigfresser (Lichenostomus unicolor)
  - Zitronenhonigfresser (Lichenostomus flavus)
- Lichmera
  - Balihonigfresser (Lichmera limbata)
  - Braunhonigfresser (Lichmera indistincta)
  - Buruhonigfresser (Lichmera deningeri)
  - Finsch-Honigfresser (Lichmera notabilis)
  - Grauohr-Honigfresser (Lichmera incana)
  - Lombokhonigfresser (Lichmera lombokia)
  - Ohrflecken-Honigfresser (Lichmera alboauricularis)
  - Salvadori-Honigfresser (Lichmera squamata)
  - Seramhonigfresser (Lichmera monticola)
  - Silberohr-Honigfresser (Lichmera argentauris)
  - Timorhonigfresser (Lichmera flavicans)
- Macgregoria
  - Lappenhonigfresser (Macgregoria pulchra).
- Schwatzvögel (Manorina)
  - Gelbstirn-Schwatzvogel (Manorina flavigula)
  - Glocken-Schwatzvogel (Manorina melanophrys)
  - Malleeschwatzvogel (Manorina melanotis)
  - Weißstirn-Schwatzvogel (Manorina melanocephala)
- Meliarchus
  - Rostschwanz-Honigfresser (Meliarchus sclateri)
- Melidectes
  - Belford-Honigfresser (Melidectes belfordi)
  - Buntwarzen-Honigfresser (Melidectes fuscus)
  - Diademhonigfresser (Melidectes leucostephes)
  - Foerster-Honigfresser (Melidectes foersteri)
  - Gilliard-Honigfresser (Melidectes whitemanensis)
  - Kurzbart-Honigfresser (Melidectes nouhuysi)
  - Langbart-Honigfresser (Melidectes princeps)
  - Reichenow-Honigfresser (Melidectes rufocrissalis)
  - Rostohr-Honigfresser (Melidectes ochromelas)
  - Zimtbrust-Honigfresser (Melidectes torquatus)
- Melilestes
  - Langschnabel-Honigfresser (Melilestes megarhynchus)
- Meliphaga
  - Aruhonigfresser (Meliphaga aruensis)
  - Bergwald-Honigfresser (Meliphaga montana)
  - Feenhonigfresser (Meliphaga gracilis)
  - Gelbkinn-Honigfresser (Meliphaga flavirictus)
  - Goldohr-Honigfresser (Meliphaga lewinii)
  - Mimika-Honigfresser (Meliphaga mimikae)
  - Papuahonigfresser (Meliphaga analoga)
  - Schneeohr-Honigfresser (Meliphaga albonotata)
  - Tagulahonigfresser (Meliphaga vicina)
  - Torreshonigfresser (Meliphaga notata)
  - Weißbart-Honigfresser (Meliphaga albilineata)
- Melipotes
  - Aschbrust-Honigfresser (Melipotes fumigatus)
  - Fleckenbauch-Honigfresser (Melipotes gymnops)
  - Huonhonigfresser (Melipotes ater)
  - Carolahonigfresser (Melipotes carolae)
- Honigschmecker (Melithreptus)
  - Braunkopf-Honigschmecker (Melithreptus brevirostris)
  - Goldrücken-Honigschmecker (Melithreptus laetior)
  - Mondstreif-Honigschmecker (Melithreptus lunatus)
  - Schwarzkinn-Honigschmecker (Melithreptus gularis)
  - Schwarzkopf-Honigschmecker (Melithreptus affinis)
  - Starkschnabel-Honigschmecker (Melithreptus validirostris)
  - Weißkinn-Honigschmecker (Melithreptus albogularis)
- Melitograis
  - Halmahera-Lederkopf (Melitograis gilolensis)
- Myza
  - Celebeshonigfresser (Myza celebensis)
  - Sarasinhonigfresser (Myza sarasinorum)
- Myzomela
  - Amboinahonigfresser (Myzomela blasii)
  - Arfakhonigfresser (Myzomela adolphinae)
  - Bluthonigfresser (Myzomela cruentata)
  - Dreifarben-Honigfresser (Myzomela vulnerata)
  - Ebenholzhonigfresser (Myzomela pammelaena)
  - Flammenkopf-Honigfresser (Myzomela erythromelas)
  - Inselhonigfresser (Myzomela boiei)
  - Kardinalhonigfresser (Myzomela cardinalis)
  - Karmesinhonigfresser (Myzomela chermesina)
  - Malaitahonigfresser (Myzomela malaitae)
  - Mikronesienhonigfresser (Myzomela rubratra)
  - Mohrenhonigfresser (Myzomela nigrita)
  - Neuirlandhonigfresser (Myzomela pulchella)
  - Neukaledonien-Honigfresser (Myzomela caledonica)
  - Orangebrust-Honigfresser (Myzomela jugularis)
  - Palakuruhonigfresser (Myzomela sclateri)
  - Rosenberg-Honigfresser (Myzomela rosenbergii)
  - Rotbürzel-Honigfresser (Myzomela eichhorni)
  - Rotihonigfresser (Myzomela irianawidodoae)
  - Rotkopf-Honigfresser (Myzomela erythrocephala)
  - Rußhonigfresser (Myzomela obscura)
  - Scharlachhonigfresser (Myzomela sanguinolenta)
  - Scharlachnacken-Honigfresser (Myzomela lafargei)
  - Schlicht-Honigfresser (Myzomela cineracea)
  - Sulawesihonigfresser (Myzomela chloroptera)
  - Sumbahonigfresser (Myzomela dammermani)
  - Tristram-Honigfresser (Myzomela tristrami)
  - Wakolohonigfresser (Myzomela wakoloensis)
  - Weißkinn-Honigfresser (Myzomela albigula)
  - Wetarhonigfresser (Myzomela kuehni)
- Oreornis
  - Goldwangen-Honigfresser (Oreornis chrysogenys)
- Lederköpfe (Philemon)
  - Graulederkopf (Philemon kisserensis)
  - Helmlederkopf (Philemon yorki)
  - Burulederkopf (Philemon moluccensis)
  - Cockerell-Lederkopf (Philemon cockerelli)
  - Eichhorn-Lederkopf (Philemon eichhorni)
  - Glattstirn-Lederkopf (Philemon citreogularis)
  - Helmlederkopf (Philemon buceroides)
  - Lärmlederkopf (Philemon corniculatus)
  - Lesson-Lederkopf (Philemon diemenensis)
  - Mamberanolederkopf (Philemon brassi)
  - Manuslederkopf (Philemon albitorques)
  - Morotailederkopf (Philemon fuscicapillus)
  - Papualederkopf (Philemon novaeguineae)
  - Seramlederkopf (Philemon subcorniculatus)
  - Timorlederkopf (Philemon inornatus)
  - Weißscheitel-Lederkopf (Philemon argenticeps)
  - Zwerglederkopf (Philemon meyeri)
- Phylidonyris
  - Goldflügel-Honigfresser (Phylidonyris pyrrhopterus)
  - Weißaugen-Honigfresser (Phylidonyris novaehollandiae)
  - Weißohr-Honigfresser (Phylidonyris nigra)
  - Weißstirn-Honigfresser (Phylidonyris albifrons)
- Plectorhyncha
  - Strichelhonigfresser (Plectorhyncha lanceolata)
- Prosthemadera
  - Tui (Prosthemadera novaeseelandiae)
- Ptiloprora
  - Mayrhonigfresser (Ptiloprora mayri)
  - Bleikehl-Honigfresser (Ptiloprora plumbea)
  - Meekhonigfresser (Ptiloprora meekiana)
  - Rotflanken-Honigfresser (Ptiloprora erythropleura)
  - Rotrücken-Honigfresser (Ptiloprora guisei)
  - Streifenhonigfresser (Ptiloprora perstriata)
- Pinarostola
  - Bülbülhonigfresser (Pinarostola ixoides)
  - Marmorhonigfresser (Pinarostola cinereus)
- Pycnopygius
  - Strichelkopf-Honigfresser (Pycnopygius stictocephalus)
- Ramsayornis
  - Sumpfhonigfresser (Ramsayornis modestus)
  - Wellenbrust-Honigfresser (Ramsayornis fasciatus)
- Stresemannia
  - Bougainvillehonigfresser (Stresemannia bougainvillei)
- Timeliopsis
  - Buschhonigfresser (Timeliopsis fulvigula)
  - Geradschnabel-Honigfresser (Timeliopsis griseigula)
  - Grünmantel-Honigfresser (Timeliopsis fallax)
- Trichodere
  - Uferhonigfresser (Trichodere cockerelli)
- Xanthomyza
  - Warzenhonigfresser (Xanthomyza phrygia)
- Xanthotis
  - Drosselhonigfresser (Xanthotis polygrammus)
  - Goldaugen-Honigfresser (Xanthotis provocator)
  - Kappenhonigfresser (Xanthotis macleayanus)
  - Ockerbrust-Honigfresser (Xanthotis flaviventer)